# 小中正
小中 正（こなか せい、明治40年（1907年）4月18日 - 没年不明）は日本の数学者、教育学者。鳥取大学教授。

## 経歴
鳥取県境港市竹内町出身。
昭和7年（1932年）京大卒。朝鮮元山公立中学校、鳥取二中各教諭、鳥師教授を経て鳥取大学学芸学部教授。

## 人物像
趣味は俳句。宗教は禅宗。

## 家族
- 妻・サトル（米子市富士見町、足立重利長女）[1]

大正4年（1915年）生～
- 子供[1]